# Constantijn Doukas Porphyrogennetos

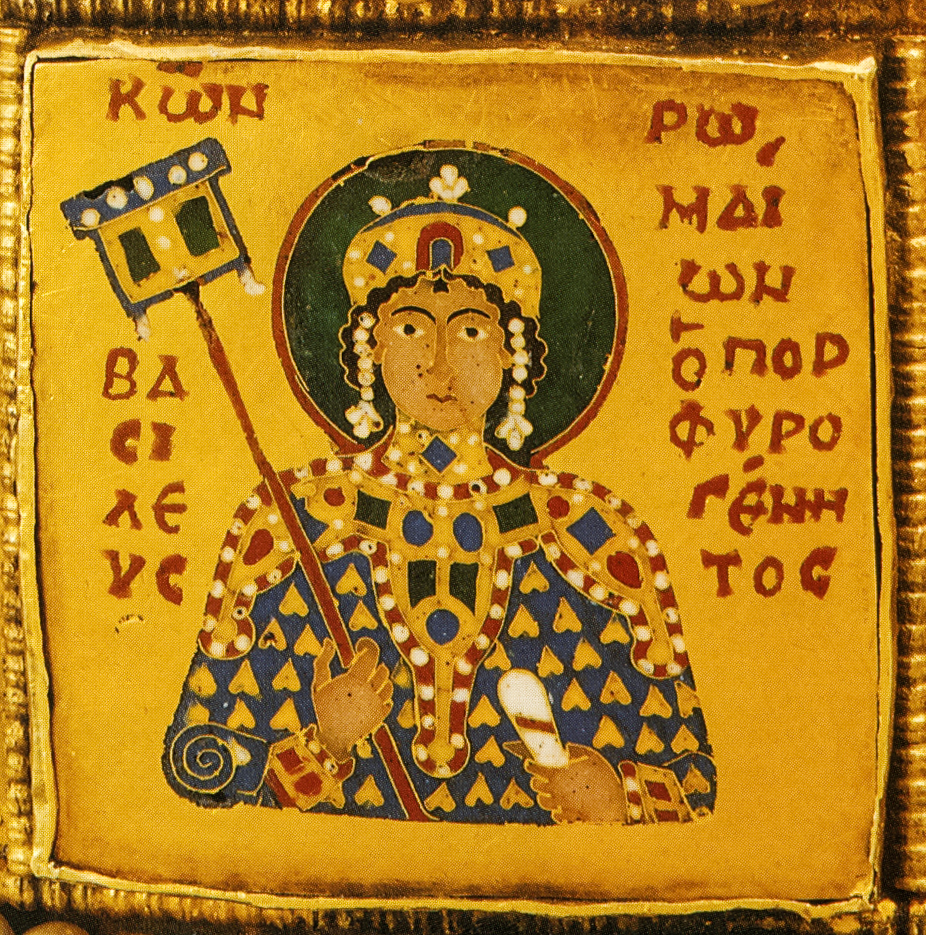

Constantijn Doukas Porphyrogennetos (1074 - ca.1095) was Byzantijnse keizer vanaf zijn geboorte (vandaar  Porphyrogennetos, hetgeen betekent: 'purper geboren'), tot de geboorte van Johannes II Komnenos in 1087. Hij was de laatste Byzantijnse keizer uit de Doukai-dynastie.

## Levensloop
Constantijn was de zoon van keizer Michaël VII Doukas en Maria van Alanië. Zijn moeder zou er alles aan doen opdat hij zijn titel kon behouden. Toen Michaël VII in 1078 werd afgezet en verbannen naar een klooster, hertrouwde Maria met zijn opvolger generaal Nikephoros III Botaneiates, wat moeilijk lag bij de Patriarch van Constantinopel Cosmas I. Toen op zijn beurt Nikephoros III werd verdreven en verbannen naar een klooster in 1081, was het de bedoeling dat Maria zou trouwen met zijn opvolger, generaal Alexios I Komnenos. Dat was een brug te ver voor de patriarch en het huwelijk ging niet door. Er werd een compromis gesloten en Constantijn kon zijn titel behouden op voorwaarde dat hij zijn verloving met Helena, de dochter van de Noorman Robert Guiscard zou verbreken. Daarop vielen de Noormannen Byzantium aan.
Constantijn was nu medekeizer tot de dag dat zijn collega Alexios I zelf een zoon kreeg in 1087, Johannes II. Constantijn en zijn moeder werden vriendelijk verzocht het paleis te verlaten en hun titels af te staan. Constantijn legde zich bij de situatie neer en trok zich terug op zijn landgoed in Griekenland. Hij bleef op goede voet met de keizerlijke familie en stierf rond het jaar 1095.